# Кім Кілсдонк
Кім Кілсдонк (нід. Kim Kilsdonk; нар. 31 березня 1979) — колишня нідерландська тенісистка.
Найвищу одиночну позицію світового рейтингу — 347 місце досягла 15 лютого 1999, парну — 144 місце — 1 серпня 2005 року.
Здобула 1 одиночний та 30 парних титулів туру ITF.
Завершила кар'єру 2016 року.

## Фінали ITF

### Одиночний розряд: 2 (1–1)
| Легенда          |
| ---------------- |
| Турніри $100,000 |
| Турніри $75,000  |
| Турніри $50,000  |
| Турніри $25,000  |
| Турніри $10,000  |

| Фінали за покриттям |
| ------------------- |
| Тверде (1–0)        |
| Ґрунт (0–1)         |
| Трава (0–0)         |
| Килим (0–0)         |

| Результат | Ранг | Дата            | Турнір               | Покриття  | Суперниця         | Рахунок       |
| --------- | ---- | --------------- | -------------------- | --------- | ----------------- | ------------- |
| Перемога  | 1.   | 23 березня 1998 | ITF Ашкелон, Ізраїль | Тверде    | Тетяна Перебийніс | 6–1, 3–6, 6–3 |
| Поразка   | 1.   | 16 березня 2003 | ITF Ам'єн, Франція   | Ґрунт (i) | Зіна Шрайбер      | 6–7(5), 2–6   |

### Парний розряд: 55 (30–25)
| Легенда          |
| ---------------- |
| Турніри $100,000 |
| Турніри $75,000  |
| Турніри $50,000  |
| Турніри $25,000  |
| Турніри $10,000  |

| Фінали за покриттям |
| ------------------- |
| Тверде (14–8)       |
| Ґрунт (14–16)       |
| Трава (0–0)         |
| Килим (2–1)         |

| Результат | Ранг | Дата              | Турнір                              | Покриття   | Партнерка            | Суперниці                                     | Рахунок                 |
| --------- | ---- | ----------------- | ----------------------------------- | ---------- | -------------------- | --------------------------------------------- | ----------------------- |
| Перемога  | 1.   | 9 червня 1997     | ITF Боссонан, Швейцарія             | Ґрунт      | Йоланда Менс         | Лаура Бао Сесілія Шарбонньє                   | 6–4, 6–2                |
| Перемога  | 1.   | 16 червня 1997    | ITF Клостерс, Швейцарія             | Ґрунт      | Йоланда Менс         | Елена Хурісіч Мілагрос Секера                 | 6–7(8), 6–4, 6–2        |
| Поразка   | 1.   | 29 червня 1997    | ITF Велп, Нідерланди                | Ґрунт      | Йоланда Менс         | Галина Димитрова Дессислава Топалова          | 7–5, 5–7, 4–6           |
| Поразка   | 2.   | 5 липня 1997      | ITF Горн, Нідерланди                | Ґрунт      | Йоланда Менс         | Іветте Бастінг Сімона Галікова                | 1–6, 6–1, 4–6           |
| Перемога  | 3.   | 4 серпня 1997     | ITF Ребек, Бельгія                  | Ґрунт      | Йоланда Менс         | Анніка Ліндстедт Аннемарі Міккерс             | 6–3, 6–4                |
| Перемога  | 4.   | 12 січня 1998     | ITF Рейк'явік, Ісландія             | Килим (i)  | Йоланда Менс         | Ольга Виметалкова Габріела Хмелінова          | 6–4, 5–7, 7–5           |
| Поразка   | 3.   | 22 червня 1998    | ITF Велп, Нідерланди                | Ґрунт      | Йоланда Менс         | Клаудія Реймерінґ Андреа ван ден Гурк         | 4–6, 4–6                |
| Перемога  | 5.   | 24 червня 2002    | ITF Алкмар, Нідерланди              | Ґрунт      | Ніколе Мельх         | Йоланда Менс Сара Стоун                       | 7–6(2), 6–2             |
| Перемога  | 6.   | 5 листопада 2002  | ITF Маніла, Філіппіни               | Тверде     | Даєнн Матіас         | Дун Янь-Хуа Чжан Яо                           | 4–6, 6–4, 6–4           |
| Поразка   | 4.   | 20 січня 2003     | ITF Гренобль, Франція               | Тверде (i) | Леслі Буткевіч       | Северін Бремон Бельтрам Амандін Дюлон         | 7–5, 6–7(2–7), 6–7(4–7) |
| Поразка   | 5.   | 18 лютого 2003    | ITF Бухен, Німеччина                | Килим (i)  | Леслі Буткевіч       | Магда Міхалаке Зіна Шмідле                    | 2–6, 3–6                |
| Перемога  | 7.   | 27 січня 2003     | ITF Бельфор, Франція                | Тверде (i) | Софі Лефевр          | Лю Наньнань Сє Яньцзе                         | 6–3, 6–3                |
| Перемога  | 8.   | 23 червня 2003    | ITF Алкмар, Нідерланди              | Ґрунт      | Леслі Буткевіч       | Марієль Гоґланд Йоланда Менс                  | 6–1, 6–4                |
| Поразка   | 6.   | 21 липня 2003     | ITF Горб, Німеччина                 | Ґрунт      | Леслі Буткевіч       | Марія Кондратьєва Шеллі Стефенс               | 3–6, 6–3, 3–6           |
| Поразка   | 7.   | 4 серпня 2003     | ITF Ребек, Бельгія                  | Ґрунт      | Леслі Буткевіч       | Анн-Лор Ейтц Амандін Сенля                    | 6–0, 6–7(3), 5–7        |
| Перемога  | 9.   | 24 серпня 2003    | ITF Мідделкерке, Бельгія            | Ґрунт      | Леслі Буткевіч       | Іпек Шенолу Евелін Ваніфте                    | 6–4, 6–2                |
| Поразка   | 8.   | 21 вересня 2003   | ITF Сандерленд, Велика Британія     | Тверде (i) | Ніколь Кріз          | Клер Каррен Гелена Еєсон                      | 2–6, 1–6                |
| Перемога  | 10.  | 28 вересня 2003   | ITF Глазго, Велика Британія         | Тверде (i) | Ніколь Кріз          | Ліенн Бейкер Франческа Любіані                | 7–5, 6–2                |
| Поразка   | 9.   | 26 січня 2004     | ITF Бельфор, Франція                | Тверде (i) | Софі Лефевр          | Ольга Благотова Габріела Навратілова          | 3–6, 2–6                |
| Перемога  | 11.  | 9 лютого 2004     | ITF Сандерленд, Велика Британія     | Тверде (i) | Клер Каррен          | Гелен Крук Мартіна Мюллер                     | 6–4, 3–6, 6–3           |
| Перемога  | 12.  | 16 лютого 2004    | ITF Редбрідж, Велика Британія       | Тверде (i) | Клер Каррен          | Ольга Благотова Габріела Навратілова          | 6–3, 3–6, 7–6(10)       |
| Поразка   | 10.  | 19 липня 2005     | ITF Петанж, Люксембург              | Ґрунт      | Клер Каррен          | Юлія Бейгельзимер Сандра Клезель              | 4–6, 0–6                |
| Поразка   | 11.  | 8 серпня 2005     | ITF Ребек, Бельгія                  | Ґрунт      | Неда Козич           | Леслі Буткевіч Джессі де Вріс                 | w/o                     |
| Перемога  | 13.  | 12 лютого 2006    | ITF Сандерленд, Велика Британія     | Тверде (i) | Елісе Тамаела        | Суріна Де Беер Такасе Аямі                    | 7–5, 6–4                |
| Перемога  | 14.  | 10 лютого 2007    | ITF Тіптон, Велика Британія         | Тверде (i) | Елісе Тамаела        | Ксенія Ликіна Уршуля Радванська               | 6–3, 6–3                |
| Перемога  | 15.  | 20 липня 2007     | ITF Звевегем, Бельгія               | Ґрунт      | Елісе Тамаела        | Магдалена Кіщиньська Кароліна Косіньська      | 3–6, 6–4, 6–3           |
| Поразка   | 12.  | 28 жовтня 2007    | ITF Стамбул, Туреччина              | Тверде (i) | Елісе Тамаела        | Мервана Югич-Салкич Іпек Шенолу               | 1–6, 2–6                |
| Перемога  | 16.  | 13 липня 2008     | ITF Брюссель, Бельгія               | Ґрунт      | Даніелле Гармсен     | Ольга Дуко Інеке Мерґарт                      | 6–4, 5–3 ret.           |
| Перемога  | 17.  | 18 липня 2008     | ITF Звевегем, Бельгія               | Ґрунт      | Даніелле Гармсен     | Івета Герлова Тадея Маєрич                    | 6–4, 6–2                |
| Поразка   | 13.  | 27 липня 2008     | ITF Горб, Німеччина                 | Ґрунт      | Даніелле Гармсен     | Сімона Добра Луціє Кріґсманнова               | 6–2, 3–6, [8–10]        |
| Перемога  | 18.  | 8 листопада 2008  | ITF Сандерленд, Велика Британія     | Тверде (i) | Даніелле Гармсен     | Катаріна Браун Тара Мур                       | 6–7(4), 6–4, [10–4]     |
| Перемога  | 19.  | 16 листопада 2008 | ITF Джерсі, Велика Британія         | Тверде (i) | Даніелле Гармсен     | Тара Мур Елізабет Томас                       | 7–6(4), 6–4             |
| Перемога  | 20.  | 15 березня 2009   | ITF Діжон, Франція                  | Тверде (i) | Даніелле Гармсен     | Аманда Елліотт Віолетта Юк                    | 7–6(2), 6–1             |
| Перемога  | 21.  | 4 квітня 2009     | ITF Пелам, США                      | Ґрунт      | Даніелле Гармсен     | Марі-Ев Пеллетьє Фредеріка Пієдаде            | 6–4, 5–7, [11–9]        |
| Поразка   | 14.  | 28 серпня 2009    | ITF Енсхеде, Нідерланди             | Ґрунт      | Даніелле Гармсен     | Квірін Лемуан Сабіне ван дер Сар              | 2–6, 6–4, [8–10]        |
| Поразка   | 15.  | 6 вересня 2009    | ITF Алмере, Нідерланди              | Ґрунт      | Даніелле Гармсен     | Кікі Бертенс Нікол Тіссен                     | 6–4, 2–6, [4–10]        |
| Перемога  | 22.  | 20 вересня 2009   | ITF Порту, Португалія               | Ґрунт      | Марселла Кук         | Аполлонія Мельдзані Андрея Вейдяну            | 6–3, 6–0                |
| Поразка   | 16.  | 22 жовтня 2009    | ITF Севілья, Іспанія                | Ґрунт      | Марселла Кук         | Сара дель Барріо Арагон Ніколетте ван Ейтерт  | 3–6, 4–6                |
| Перемога  | 23.  | 28 жовтня 2010    | ITF Монастір, Туніс                 | Тверде     | Ніколетте ван Ейтерт | Індра Бігі Ніколе Клеріко                     | 6–3, 6–2                |
| Поразка   | 17.  | 21 листопада 2010 | ITF Екердревіль, Франція            | Тверде (i) | Ніколетте ван Ейтерт | Флоранс Аренг Нантенайна Рамалалахарівололона | 6–1, 3–6, [6–10]        |
| Поразка   | 18.  | 19 лютого 2011    | ITF Ляймен, Німеччина               | Тверде (i) | Ніколетте ван Ейтерт | Мартіна Борецька Петра Крейсова               | 6–2, 6–7(5), [4–10]     |
| Перемога  | 24.  | 26 лютого 2011    | ITF Целль-на-Гармерсбасі, Німеччина | Килим (i)  | Ніколетте ван Ейтерт | Лідія Морозова Світлана Пироженко             | 7–5, 6–4                |
| Поразка   | 19.  | 25 червня 2011    | ITF Бреда, Нідерланди               | Ґрунт      | Ніколетте ван Ейтерт | Ева Ваканно Кароліна Влодарчак                | 2–6, 4–6                |
| Поразка   | 20.  | 15 липня 2011     | ITF Звевегем, Бельгія               | Ґрунт      | Ніколетте ван Ейтерт | Ленка Вєнерова Марина Заневська               | 4–6, 6–3, [7–10]        |
| Поразка   | 21.  | 29 липня 2011     | ITF Маасейк, Бельгія                | Ґрунт      | Ніколетте ван Ейтерт | Марселла Кук Ева Ваканно                      | 5–7, 1–6                |
| Перемога  | 25.  | 5 серпня 2011     | ITF Ребек, Бельгія                  | Тверде     | Ніколетте ван Ейтерт | Марі Бенуа Кімберлі Циммерманн                | 6–2, 6–2                |
| Перемога  | 26.  | 12 серпня 2011    | ITF Коксейде, Бельгія               | Ґрунт      | Ніколетте ван Ейтерт | Еліне Буйкенс Ніккі Ван Дейк                  | 5–7, 6–3, [10–8]        |
| Перемога  | 27.  | 2 вересня 2011    | ITF Апелдорн, Нідерланди            | Ґрунт      | Ніколетте ван Ейтерт | Лу Цзясян Лу Цзяцзін                          | 6–4, 6–0                |
| Поразка   | 22.  | 25 лютого 2012    | ITF Макон, Франція                  | Тверде (i) | Ніколетте ван Ейтерт | Джулія Гатто-Монтіконе Міхаела Гончова        | 4–6, 6–1, [5–10]        |
| Поразка   | 23.  | 13 липня 2012     | ITF Звевегем, Бельгія               | Ґрунт      | Ніколетте ван Ейтерт | Міхаела Бузернеску Нікола Гоєр                | 6–7(5), 6–1, [4–10]     |
| Перемога  | 28.  | 28 липня 2012     | ITF Маасейк, Бельгія                | Ґрунт      | Ніколетте ван Ейтерт | Брінн Борен Шелбі Толкотт                     | 6–4, 6–0                |
| Поразка   | 24.  | 24 серпня 2012    | ITF Енсхеде, Нідерланди             | Ґрунт      | Ніколетте ван Ейтерт | Екатеріне Горгодзе Софія Квацабая             | 4–6, 6–1, [6–10]        |
| Перемога  | 29.  | 6 жовтня 2012     | ITF Шарм-еш-Шейх, Єгипет            | Тверде     | Ніколетте ван Ейтерт | Лу Цзясян Лу Цзяцзін                          | 4–6, 6–4, [10–3]        |
| Поразка   | 25.  | 3 серпня 2013     | ITF Шарм-еш-Шейх, Єгипет            | Тверде     | Ніколетте ван Ейтерт | Даєнн Голландс Анастасія Харченко             | 6–3, 4–6, [8–10]        |
| Перемога  | 30.  | 10 серпня 2013    | ITF Шарм-еш-Шейх, Єгипет            | Тверде     | Ніколетте ван Ейтерт | Гай Ао Катерина Лаврикова                     | 6–1, 6–0                |